# 塞里纳
塞里纳（義大利語：Serina），是意大利贝加莫省的一个市镇。总面积27平方公里，人口2186人，人口密度81.0人/平方公里（2009年）。国家统计（ISTAT）代码为016199。